# Région métropolitaine de Rio de Janeiro

Situation du Grand Rio (en rouge) dans l'État de Rio de Janeiro.

La région métropolitaine de Rio de Janeiro connue aussi comme Grand Rio fut créée par la Loi complémentaire no 20 du 1er juillet 1974, après la fusion des anciens États de Rio de Janeiro et de Guanabara. C'est la 19e plus grande aire métropolitaine du monde, avec 4,659 km2 pour une population de 11 351 937 habitants (IBGE 2005).
Ses limites ont subi des modifications avec le départ des municipalités de Petrópolis (retrait en 1993), Maricá (retrait en octobre 2001), Itaguaí (retrait en juillet 2002) et Mangaratiba (retrait en juillet 2002) qui faisaient aussi partie de la Région métropolitaine, conformément à la première législation.
Actuellement, elle est constituée des communes suivantes :
- Belford Roxo - entrée le 1er janvier 1993
- Cachoeiras de Macacu - Loi complémentaire 158 décembre 2013[1]
- Duque de Caxias -	Loi complémentaire 020 1er juillet 1974
- Guapimirim - entrée le 01.01.1993
- Itaboraí - Loi complémentaire 020 1er juillet 1974
- Itaguaí - octobre 2009
- Japeri - instalação do município	01.01.1993
- Magé - Loi complémentaire 020 1er juillet 1974
- Maricá - octobre 2009
- Mesquita - instalação do município	01.01.2001
- Nilópolis - Loi complémentaire 020 1er juillet 1974
- Niterói -	Loi complémentaire 020 1er juillet 1974
- Nova Iguaçu - Loi complémentaire 020 1er juillet 1974
- Paracambi - Loi complémentaire 020 1er juillet 1974
- Queimados - entrée le 01.01.1993
- Rio Bonito - Loi complémentaire 158 décembre 2013[1]
- Rio de Janeiro - Loi complémentaire 020 1er juillet 1974
- São Gonçalo - Loi complémentaire 020 1er juillet 1974
- São João de Meriti - Loi complémentaire 020 1er juillet 1974
- Seropédica - entrée le 1er janvier 1997
- Tanguá - entrée le 1er janvier 1997